# تشارلز براند
تشارلز براند (بالإنجليزية: Charles Brand)‏ هو سياسي أسترالي، ولد في 4 سبتمبر 1873 في إبسوتش في أستراليا، وتوفي في 31 يوليو 1961 في أستراليا. حزبياً، نشط في حزب أستراليا المتحدة. وقد انتخب عضو مجلس الشيوخ الأسترالي ‏ عن دائرة فيكتوريا (1 يوليو 1935 – 30 يونيو 1947).